# Dov Sadan
Dov Sadan (hébreu : דב סדן), né Dov Stock le 21 février 1902  à Brody et mort le 14 octobre 1989 à Jérusalem, est un chercheur et politicien israélien ayant été membre de la Knesset pour l'Alignement et le Parti travailliste entre 1965 et 1968.

## Biographie
Né à Brody dans la région de Galicie appartenant alors à Autriche-Hongrie puis par la suite en Pologne de 1919 à 1939 (actuellement en Ukraine), Dov Sadan reçut une éducation traditionnelle juive. Il rejoint la HeHalutz, organisation de jeunesse juive, et en fut un des dirigeants durant la Première Guerre mondiale. En 1925, il devint rédacteur pour l'Atid, le journal de l'organisation.
Après avoir fait son aliyah vers la Palestine mandataire en 1925, il rejoint le journal Davar, devenant membre de son comité de rédaction en 1927. Il était également rédacteur pour le supplément littéraire du journal. Quittant Davar en 1944, il devint membre du comité éditorial de la maison d'édition Am Oved.
En 1952, il fut nommé directeur de la faculté d'études yiddish de l'université hébraïque de Jérusalem, poste qu'il occupa jusqu'en 1970, et devint en 1963 professeur. En 1965, il fut élu à la Knesset sur la liste de l'Alignement, et devint membre de la Commission à l'Éducation et à la Culture. Cependant, il démissionna de son siège en 1968, et y fut remplacé par David Golomb. Il commença également, en 1965, à enseigner la littérature hébraïque à l'université de Tel Aviv, où il travaillait depuis 1970. Il mourut en 1989 à l'âge de 87 ans.
Aharon Appelfeld évoque son enseignement dans ses mémoires : Histoire d'une vie.

## Prix et distinctions
Membre l'Académie israélienne des sciences et lettres, Dov Sadan fut lauréat de : 
- Prix Brenner ;
- prix Israël pour les études juives, en 1968[3] ;
- prix Bialik pour la littérature, en 1980[4].